# Ренцо Пиано
Ренцо Пиано (на италиански: Renzo Piano) е италиански архитект, постмодернист.

## Биография и творчество
Роден е на 14 септември 1937 година в Генуа, Италия. От 1965 до 1970 г. работи с Луис Кан. От 1965 до 1970 г. работи с Ричард Роджърс. Най-известната им сграда е центърът „Жорж Помпиду“ в Париж.
Фирмата му, наречена „Работилница за сгради Ренцо Пиано“ (Renzo Piano Building Workshop – Official Site), има 2 главни офиса – в Генуа и Париж. Ренцо Пиано е считан за майстор на строителната техника. Като строи многобройни сгради по целия свят с използването на различни конструкции и строителни материали, той доказва своите големи възможности в областта на строителните технологии. При всички негови проекти технологията е тази, която му дава възможност да се съобразява с околната среда, да използва светлината и да се интегира с природата. При него съвремеността и конструктивните техники са само инструменти за създаването на удобни, солидни и екологични сгради. Пиано е считан за многостранен творец по отношение на стиловете на своите произведения. Решаващи за оформлението при него са функцията и значението на сградите. 
През 1998 г. печели наградата Прицкер (Pritzker) за цялостно творчество.

### Личен живот
Първата съпруга и другар в неговата работа е Магда Ардуино на английски: Magda Arduino. Имат три деца: Карло, Матео и Лиа. От 1992 г. Ренцо Пиано е женен за архитектката Емилия Росато(Мили). 

## Важни проекти

### Известни проекти
- Най-известната сграда, построена по проект на Ренцо Пиано е центърът Помпиду (1971-1977 г.). Проектът, разработен от Пиано, е избран от 680 проекта. Сградата е построена в стил Хай-тех има противоречива реакция в съвремениците си. Това не пречи центърът да стане визитна картичка на Париж.
- NEMO е най-големият научен музей в Нидерландия, построен по проект на Ренцо Пиано. Разположен е в Амстердам източно от Централна гара и Морския музей. Представлява шедьовър на хай-тек архитектурата, наподобяващ кораб, който сякаш плава в Амстердамското пристанище. Единствената улица, водеща до сградата, изчезва под нея и се появява от другата страна на Нордзееканал. Пешеходният достъп е по дълъг около 500 м. трап над водата, постепенно разкриващ архитектурата на NEMO.
- В Москва Ренцо Пиано осъществява проект , свързан с една от най-старите електростанции ВЕЦ-2 на руски: ГЭС-2, въвеждани в експлоатация. Там се подготвят проекти за създаването на съвременен културен център.

### Други проекти
- 2010 – Център „Свети Егидий“, Лондон
- 2007 – Ню Йорк Таймс Билдинг, Ню Йорк
- 2003 – Скулптурна градина „Нашер“, Далас, САЩ
- 2002 – Парко дела Музика, Рим
- 2001 – Небостъргач „Аврора“, Сидни, Австралия
- 2001 – Maison Hermès, Токио
- 1998 – Културен център, Нова Каледония
- 1997 – Музей NEMO, Амстердам, Нидерландия
- 1990 – Летище Кансай, Осака, Япония
- 1990 – Стадион „Сан Никола“, Бари, Италия
- 1987 – Колекцията Менил, Хюстън, САЩ
- 1977 – Център „Жорж Помпиду“, Париж

## Галерия
- Летище Кансай, Осака
- Небостъргач „Аврора“, Сидни
- Maison Hermès, Токио
- Ню Йорк Таймс Билдинг по време на строежа, Ню Йорк
- Музей NEMO, Амстердам
- „Shard“, Лондон
- Парламент на Малта, Ла Валета
- Център „Жорж Помпиду“, Париж
- „Смарагд II“, Ротердам
- Art Institute of Chicago, Чикаго